# Eupithecia tabacata
Eupithecia tabacata är en fjärilsart som beskrevs av Fletcher 1951. Eupithecia tabacata ingår i släktet Eupithecia och familjen mätare. Inga underarter finns listade i Catalogue of Life.